# 田中直哉
田中 直哉（たなか なおや、1963年 - ）は、日本の美術監督、CGアニメーションのプロダクションデザイナー、コンセプトアーティスト。武蔵野美術短期大学デザイン科卒業。その画風や考え方に多大な影響を与えた男鹿和雄を師と仰いでいる。東京都出身。

## 略歴
複数の背景スタジオにて、TVシリーズ中心の作品を担当した後フリーランスになり、1990年にスタジオジブリ作品『おもひでぽろぽろ』（美術監督：男鹿和雄）に参加以降、同社スタッフとなる。2010年10月より株式会社ポリゴン・ピクチュアズへ出向し、CGアニメーション制作に携わる。2012年3月末スタジオジブリを退社、ポリゴン・ピクチュアズへ移籍。同社のプロダクションデザイナーとして参加後、2018年に独立し合同会社鷹屋デザイン（TakayaDesign LLC）を設立。現在CGアニメを中心に活動中だが、鷹屋七織（たかやななお）名義でライトノベルも執筆し、電子書籍やサイトを中心に発表している。

## 参加作品
- 北斗の拳（1984年、背景、担当美術）
- らんま1/2（1989年、背景）
- 雲のように風のように（1990年、背景）
- おもひでぽろぽろ（1991年、背景）
- 海がきこえる（1993年、美術監督）
- もののけ姫（1997年、美術監督）
- ホーホケキョ となりの山田くん（1999年、美術監督）
- 猫の恩返し（2002年、美術監督）
- 茄子 アンダルシアの夏（2003年、美術監督）
- ハウルの動く城（2004年、背景）
- 茄子 スーツケースの渡り鳥（2005年、美術監督）
- 男鹿和雄画集Ⅱ（2005年、企画及び責任監修）
- 崖の上のポニョ（2008年、美術監督補佐）
- ちゅうずもう（2010年、美術監督）
- Xi AVANT（2011年、美術設定）
- トロン：ライジング（2012年、アソシエイト・アートディレクター）
- シドニアの騎士（2014年、プロダクションデザイナー）
- シドニアの騎士-第九惑星戦役（2015年、プロダクションデザイナー）
- 亜人（2015年、プロダクションデザイナー）
- BLAME! 端末遺構都市（2017年、プロダクションデザイナー）
- 打ち上げ花火、下から見るか? 横から見るか?（2017年、美術デザイン）
- GODZILLA（2017年 - 2018年、プロダクションデザイナー）
- Levius -レビウス-（2019年、プロダクションデザイン）
- 空挺ドラゴンズ（2020年、プロダクションデザイン）
- シドニアの騎士−あいつむぐほし（2021年、プロダクションデザイン）
- ルパン三世VSキャッツ・アイ（2023年、プロダクションデザイン[2]）[注釈 1]
- AYAKA -あやか-（2023年、プロダクションデザイン[3]）

## 画集
- アニメージュ編集部『The art of Porco Rosso』徳間書店〈ジブリTHE ARTシリーズ〉、1992年10月30日、118頁。ISBN 4-19-812100-1。
- スタジオジブリ責任編集『The art of The Princess Mononoke』徳間書店〈ジブリTHE ARTシリーズ〉、1997年8月20日。ISBN 4-19-810002-0。